# キム・ユジョン (女優)
キム・ユジョン（ハングル：김유정、漢字：金裕貞、ローマ字：Kim You-jung、1999年9月22日 - ）は、韓国の元子役、女優。ソウル特別市出身。Awesome ENT所属。

## 経歴

### 子役時代

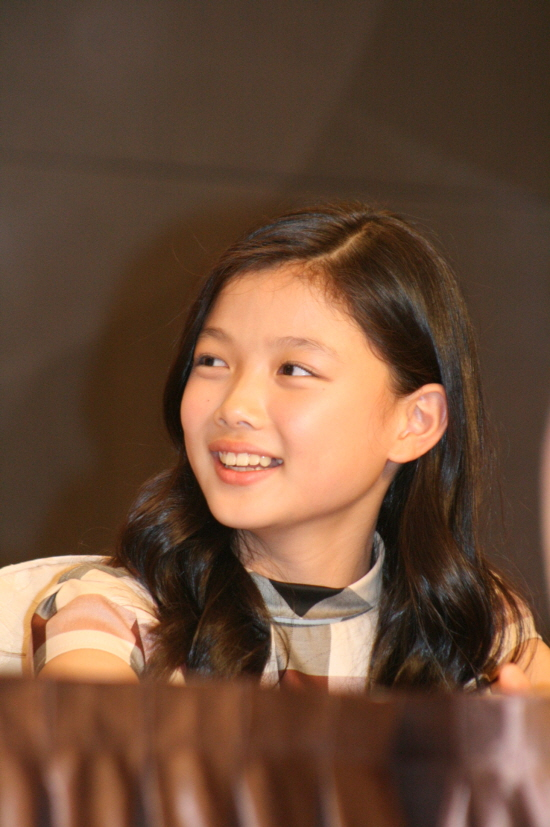
2010年7月1日

母親がインターネット上に載せた1歳時の写真がたまたま芸能関係者の目に留まりスカウトされる。2003年、お菓子メーカーのCMに出演し4歳でデビュー。
2004年、映画『DMZ非武装地帯　追憶の38度線』でスクリーンデビューし子役俳優としてのキャリアをスタートさせ、数々の映画やドラマに出演。
2008年、ドラマ『イルジメ～一枝梅』では相手役のヨ・ジングとともにSBS演技大賞子役賞を受賞。その後も同年『風の絵師』、2009年に『善徳女王』など時代劇ドラマのヒット作に立て続けに出演する。
演技派子役としての転機となったのが「宮廷女官チャングムの誓い」や「イ・サン」で知られるイ・ビョンフン監督の時代劇ドラマ『トンイ』（2010年）。活発で天真爛漫な主人公トンイの子ども時代を演じた。演技を始めたころは泣いてばかりで演技をする事もあまり面白いと思っていなかったが、厳しいことで知られるイ・ビョンフン監督からたくさんの事を学び、当時11歳にして演技に対する感覚を身につけていったという。トンイでMBC演技大賞子役賞を受賞し、同年、ドラマ『九尾狐伝～愛と哀しみの母』では九尾狐の娘ヨニ役を演じ、KBS演技大賞青少年演技賞を受賞した。
2012年に最高視聴率46.1%を記録した時代劇ドラマ『太陽を抱く月』では、ヒロイン・ヨヌの子役時代を演じる。「イルジメ～一枝梅」の相手役ヨ・ジングと再び相手役を演じた事でも注目されたが、子役たちの演技が評判を呼ぶと、一人の俳優として名前を憶えてもらうきっかけとなり、ドラマの大ヒットにも貢献した。
子役時代は数々の人気ドラマで女性主人公の子役時代を演じ、国民の妹と呼ばれるようになる。

### 主演女優に成長・多岐にわたる活躍

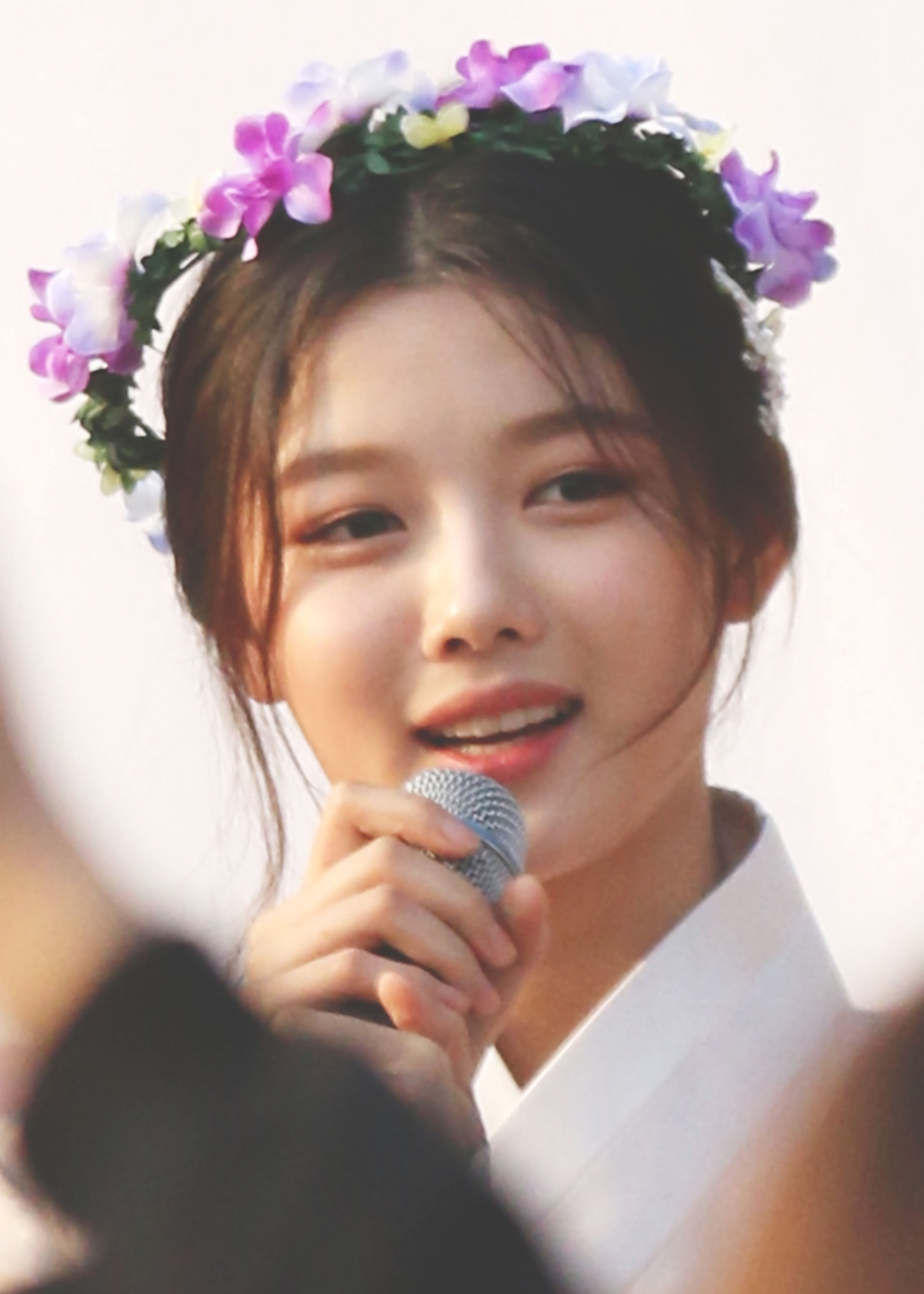
2016年『雲が描いた月明かり』サイン会

2014年11月、歴代最年少となる15歳で音楽番組『SBS人気歌謡』のMCに抜擢。MCだけでなく自身もApinkの『Mr.Chu』を歌いステージを披露するなど普段とは違う一面も見せ、2015年4月まで番組を進行を務めた。
2015年、いじめや校内暴力を描いたMBCドラマ『ラブリー・アラン』にアラン役で出演。重いテーマであることから視聴率は伸び悩んだが、社会的なアプローチを与える。この作品では母親役のキム・ヒソンといじめに立ち向かう母娘役を演じ、MBC演技大賞でニュースター賞を受賞する。
2016年、主演を務めた『雲が描いた月明り』では、パク・ボゴムとともにラブストーリーを繰り広げ、子役のイメージを捨て大人の女優としての魅力を開花。ドラマは最高視聴率25.3％の高視聴率を記録し、シンドロームを巻き起こした。KBS演技大賞では中編ドラマ 女性優秀賞、ベストカップル賞に輝いた。
同年12月、映画『大好きだから』ではチャ・テヒョンとともにコメディ演技に挑戦しお茶目な姿を見せる。しかし、同映画の舞台挨拶中、ユジョンが爪を見たり片足に重心をかけて立つ姿がインターネット上で批判され、所属事務所を通して謝罪のコメントを発表。その数日後、映画PR活動など多忙なスケジュールの中で体調を崩したことも重なりストレス性ショックで入院。KBS演技大賞授賞式などは欠席するが、その後、健康状態が回復し2月に初めて台湾で行われたファンミーティングで復帰を果たした。
2017年よりスポーツブランド「FILA」の専属モデルとなる。2018年からは化粧品メーカー「アモーレパシフィック」のモデルも務めている。
2018年2月18日、日本での初めてのファンミーティング『KIM YOU JUNG 1st FANMEETING IN TOKYO 2018』を開催し日本のファンとの交流を行った。
同年2月26日、ドラマ『とにかくアツく掃除しろ〜恋した彼は潔癖王子!?〜』の撮影中に体調に異変を感じ、甲状腺機能低下症と診断される。治療に専念するため半年間休養し、9月に同ドラマの撮影を再開し復帰を果たした。
2020年、10年に渡り所属したサイダスHQを離れ、Awesome ENTに移籍する。同年、チ・チャンウクと主演を務めたドラマ『コンビニのセッピョル』では小悪魔な魅力を発揮した。
2021年、「風の絵師」のチャン・テユ監督と13年ぶりにタッグを組むドラマ『ホン・チョンギ』で5年ぶりに時代劇に復帰する。

## 人物
子役時代から数々の人気作品で活躍し"国民の妹"という代名詞を持つ。また、数多くの時代劇で高い評価を受けたことから、"時代劇の妖精"とも呼ばれている。
姉と兄を持つ3人兄妹の末っ子である。姉のキム・ヨンジョンも2018年に女優デビューを果たしている。
人文系の高校に進学するが、演技活動との両立が難しくなり転校。2018年に転校先の高陽芸術高等学校演技科を卒業した。
同じ子役出身で同世代の女優キム・ソヒョンやキム・セロンとは、ともに3大子役に挙げられ高い注目を集めてきたが、2人とは昔から仲が良く、励まし合い刺激を受けた間柄。「本当に素敵で、学ぶところの多い友達だ」と語っている。
低所得層の児童を支援するために児童福祉機関「緑の傘子ども財団」へ寄付を続けており、2020年、高額寄付者会の最年少加入者となった。

## 出演

### テレビドラマ
- 氷点（2004年、MBC）
- 人生よ、ありがとう（2006年、KBS） - ユン・ヒョンジ役
- 姉さん（2006年 - 2007年、MBC） - ピンク役
- いい加減な興信所（2007年、KBS） - ウンジェの少女時代
- ニューハート（2007年 - 2008年、MBC） - ユナ役
- 美しい時代（2007年 - 2008年、KBS） - チョン・ダジョン役
- 強敵たち（2008年、KBS） - ユ・コンニム役
- イルジメ～一枝梅（2008年、SBS） - ウンチェの少女時代
- 風の絵師（2008年、SBS） - ユンボクの少女時代
- カインとアベル（2009年、SBS） - ソヨンの少女時代
- 善徳女王（2009年、MBC） - チョンミョンの幼少時代
- タムナ 〜Love the Island〜（2009年、MBC） - チャン・ボソル役
- 天使の誘惑（2009年、SBS） - アランの少女時代
- トンイ（2010年、MBC） - トンイ / 淑嬪崔氏の少女時代
- ロードナンバーワン（2010年、MBC） - スヨンの少女時代
- 九尾狐伝～愛と哀しみの母～（2010年、KBS） - ヨニ役
- 欲望の炎（2010年、MBC） - ナヨンとインギの少女時代
- かぼちゃの花の純情（2010年、SBS） - スンジョンの少女時代
- 階伯（2011年、MBC） - カイ役
- 太陽を抱く月（2012年、MBC） - ホ・ヨヌの少女時代
- メイクイーン（2012年、MBC） - ヘジュの少女時代
- 黄金の虹（2013年 - 2014年、MBC） - ベグォンの少女時代
- 秘密の扉（2014年、SBS） - ソ・ジダム（パク・ピンエ）役
- ラブリー・アラン（2015年、MBC） - オ・アラン役
- 雲が描いた月明り（2016年 - 2017年、KBS2） - ホン・ラオン / ホン・サムノム役
- とにかくアツく掃除しろ!〜恋した彼は潔癖王子!?〜（2018年 - 2019年、JTBC） - キル・オソル役
- コンビニのセッピョル（2020年、SBS） - チョン・セッピョル役
- ホン・チョンギ（2021年、SBS） - ホン・チョンギ（洪天起）役
- マイ・デーモン（2023年、Netflix）- ト・ドヒ役
- タッカンジョン（2024年、 Netflix）-チェ・ミナ役

### 映画
- DMZ非武装地帯 追憶の38度線（2004年）
- 親切なクムジャさん（2005年）
- 私の生涯一番美しい一週間（2005年）
- ある日突然－4週間の恐怖（2006年）
- 角砂糖（2006年）
- ファン・ジニ 映画版（2007年）
- 町内金庫連続襲撃事件（2007年）
- 仮面（2007年）
- チェイサー（2008年）
- ソウルが見えるか?（2008年）
- TSUNAMI - ツナミ -（2009年）
- 不信地獄（2009年）
- テレシネマ7 - 楽園（2009年）
- 同窓生（2013年）
- 優しい嘘（2014年）
- ROOM 731（洋画）（2014年）
- 殺人の輪廻（2015年）
- 大好きだから（2017年）
- ゴールデンスランバー（2018年）
- 第8日の夜（2021年）
- 20世紀のキミ（2022年）

### 演劇
- シェイクスピア・イン・ラブ（2023年）

### MC
- SBS音楽番組『人気歌謡』MC（2014年11月 - 2016年4月）

## 広報大使
- 韓国児童養親協会大使（2004年）
- 京畿道児童虐待予防広報大使（2012年）[40]
- 韓国青年大使（2012年）[41]
- ソウル観光大使（2014年）

## 受賞歴
- 2008年　第16回SBS演技大賞 - 子役賞（「イルジメ」「風の絵師」）
- 2010年　第24回KBS演技大賞 - 青少年演技賞（「九尾狐（クミホ）伝～愛と哀しみの母～」）
- 2010年　第29回MBC演技大賞 - 特別賞部門 子役賞（「トンイ」「欲望の炎」）
- 2012年　第1回APAN Star Awards - 女性新人賞「（太陽が抱く月）（メイクイーン）」
- 2012年　第31回MBC演技大賞 - 女性子役賞（「太陽を抱く月」）
- 2012年  第14回PYFF - 最高女性子役俳優賞
- 2014年  第16回PYFF -最高女性子役俳優賞
- 2014年　第22回SBS演技大賞 - ニュースター賞（「秘密の扉」）
- 2015年　第34回MBC演技大賞 - ニュースター賞（「アングリーママ」）
- 2016年　第30回KBS演技大賞 - ベストカップル賞（「雲が描いた月明かり」）
- 2016年　第30回KBS演技大賞 - 中編ドラマ 女性 優秀賞（「雲が描いた月明かり」）
- 2016年　第5回Asia Artist Awards - ドラマ部門ベストアイコン賞（「雲が描いた月明かり」）
- 2017年　第53回百想芸術大賞 - テレビ部門人気賞「（雲が描いた月明かり）」
- 2021年　SBS演技大賞最優秀演技賞（「ホン・チョンギ」）
- 2021年　SBS演技大賞ベスト・カップル賞（「ホン・チョンギ」）